# Енріко Анноні
Енріко Анноні (італ. Enrico Annoni; нар. 10 липня 1966, Джуссано) — італійський футболіст, що грав на позиції захисника. По завершенні ігрової кар'єри — тренер. З 2015 року входить до тренерського штабу клубу «Катанія».

## Клубна кар'єра
Народився 10 липня 1966 року в місті Джуссано. Вихованець футбольної школи клубу «Сереньо». Дорослу футбольну кар'єру розпочав 1982 року в основній команді того ж клубу, в якій провів один сезон, взявши участь у 27 матчах Міжрегіонального чемпіонату (нині — Серія D).
1983 року Анноні перейшов у «Комо» з Серії Б, де не став основним гравцем і у сезоні 1983/84 зіграв лише дві гри у чемпіонаті, а команда вийшла до вищого дивізіону. В наступному сезоні він так і не дебютував у Серії А і в результаті 1985 року він був відданий в оренду в «Самбенедеттезе», де зумів стати основним захисником і за два роки провів шістдесят ігор, забивши чотири голи у чемпіонаті. Повернувшись в «Комо», він став основним центральним захисником та дебютував у Серії А, зігравши 95 ігор за три сезони.

Анноні (праворуч) під час виступів за «Комо» в боротьбі з Мікаелем Лаудрупом. 1988 рік.

1990 року перейшов у «Торіно», очолюване Емільяно Мондоніко. Відіграв за туринську команду наступні чотири сезони своєї ігрової кар'єри. Більшість часу, проведеного у складі «Торіно», був основним гравцем захисту команди. За цей час виборов титул володаря Кубка Італії, ставав володарем Кубка Мітропи у 1991 році, а також фіналістом Кубка УЄФА 1992 року. Тоді ж від туринських тифозі отримав прізвисько Тарзан за своє довге волосся.
Влітку 1994 року Анноні за 4,5 млрд лір перейшов у «Рому». У перші два сезони був основним захисником клубу, але в третьому втратив місце в основі і в лютому 1997 року перейшов до шотландського «Селтіка». З цією командою здобув титул чемпіона Шотландії та Кубок шотландської ліги, але в липні 1999 року він повернувся до Італії, щоб піклуватися про свого хворого батька.
На батьківщині Анноні не відмовився від ідеї повернення на футбольне поле і тренувався з молодіжною командою «Рома», а також з основою нижчолігової «Равенни», втім більше на офіційному рівні за жоден клуб так і не зіграв.

## Виступи за збірну
Протягом 1987—1988 років залучався до складу молодіжної збірної Італії і став у її складі чвертьфіналістом молодіжного чемпіонату Європи 1988 року. На молодіжному рівні зіграв у 3 офіційних матчах.

## Кар'єра тренера
5 липня 2013 року увійшов до тренерського штабу «Падови» як помічник тренера Даріо Марколіна. Але Енріко провів лише два місяці в цій ролі і вже 28 вересня він був звільнений від роботи разом з Марколіном.
3 січня 2015 року знову став помічником Марколіна, на цей раз у «Катанії».

## Титули і досягнення
- Володар Кубка Італії (1):

«Торіно»: 1992–93
- Чемпіон Шотландії (1):

«Селтік»: 1997–98
- Володар Кубка шотландської ліги (1):

«Селтік»: 1997–98
- Володар Кубка Мітропи (1):

«Торіно»: 1991